# Parequula melbournensis
Parequula melbournensis är en fiskart som först beskrevs av François Louis Nompar de Caumont de Laporte 1872.  Parequula melbournensis ingår i släktet Parequula och familjen Gerreidae. Inga underarter finns listade i Catalogue of Life.